# Manuel Castiñeiras González
Manuel Castiñeiras González  (La Corunya 1964) és Catedràtic en Història de l'Art per la Universitat de Santiago de Compostel·la. La seva tesi doctoral de 1993 es va titular: "La iconografía de los meses en el Arte Medieval Hispano: texto e imágenes (siglos XI-XIV)", on ja va presentar els seus primers estudis sobre el brodat del Tapís de la Creació de la Catedral de Girona.
Des de l'any 2010 és Professor Agregat d'Art Medieval en la Universitat Autònoma de Barcelona i posteriorment, catedràtic. Anteriorment va ser Conservador i Cap de la col·lecció d'Art romànic del Museu Nacional d'Art de Catalunya (2005-2010). S'ha especialitzat en l'estil Romànic, la iconografia, miniatura, pintura mural, portades romàniques, així com del pelegrinatge a Santiago de Compostela.
És un reconegut especialista en els temes de la Catedral de Santiago de Compostela, l'"scriptorium" i la portada del Monestir de Ripoll, el Mosaic d'Òtranto, el Brodat de la Creació de Girona o la pintura sobre taula catalana.

## Algunes obres
- Os traballos e os dias na Galícia medieval, Santiago (1995)
- Introducción al método icopnogràfico, Ariel, Barcelona (1998)
- El románico en las colecciones del MNAC, amb Jordi Camps, Barcelona (2008)
- El tapís de la Creació, Girona (2011)